# Bureau für Statistik der Juden
Das Bureau für Statistik der Juden war ein in Berlin zu Beginn des 20. Jahrhunderts gegründeter Verband, der das Ziel hatte, die Erforschung der sozialen Verhältnisse der Juden aller Länder mit den Mitteln und Methoden der wissenschaftlichen Statistik zu befördern.

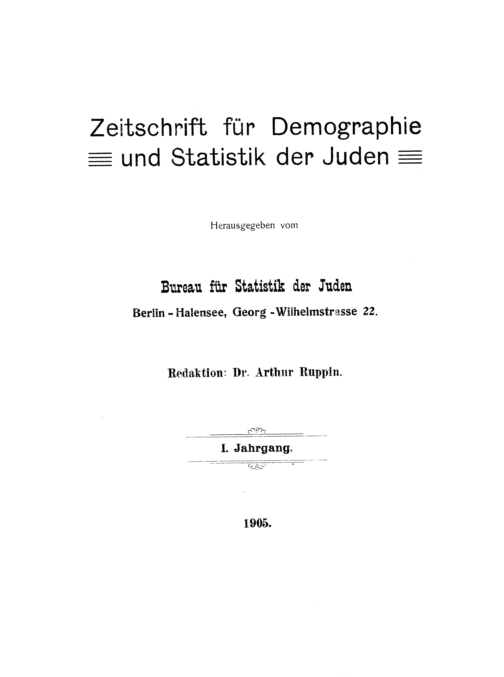
Zeitschrift für Demographie und Statistik der Juden 1905

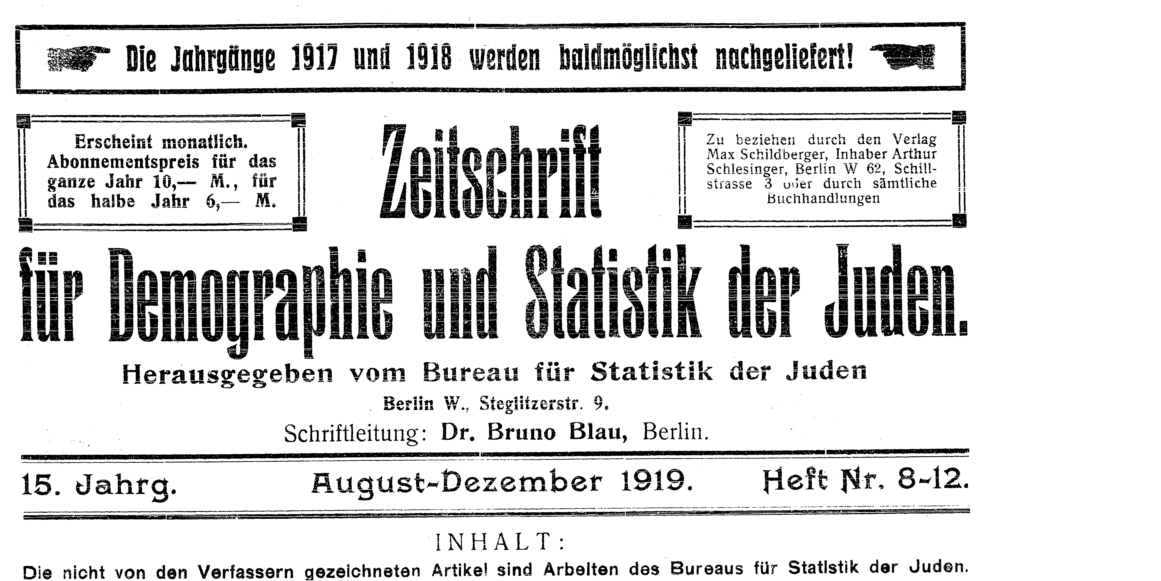
Ausgabe 1919

Der spätere Vorsitzende Alfred Nossig gründete 1902 in Halensee nach langjährigen Vorarbeiten einen Verband, der 1903 das Sammelwerk Jüdische Statistik herausgab. Nachdem er die großen jüdischen Organisationen und Gemeinden für die Zwecke des Vereins gewonnen hatte und ihre finanzielle Unterstützung zugesagt war, gründete der Verband am 1. Oktober 1904 ein ständiges Büro in Berlin. Ortsgruppen des Bureaus entstanden u. a. in Frankfurt am Main, München und Berlin.
Insbesondere die Direktoren Jacob Segall und Arthur Ruppin leisteten wichtige Beiträge zur Geschichte des deutschen Judentums. Das Bureau gab ab Januar 1905 unter Ruppins Redaktion die monatlich erscheinende Zeitschrift für Demographie und Statistik der Juden heraus, worin neben Statistikern auch Anthropologen wie Felix von Luschan, Maurice Fishberg, Arkadius Elkind und Samuel Weissenberg mit Abhandlungen über die Anthropologie der Juden vertreten waren.

## Judenzählung oder Kriegsstatistik
Gleich bei Kriegsbeginn wurde dem Bureau ein Ausschuss für Kriegsstatistik unter kommissarischer Leitung angegliedert. Schon am 14. August 1914 forderte ein Aufruf des Verbands der deutschen Juden (VddJ; 1904 auf Anregung des CV gegründet) in der Allgemeine Zeitung des Judentums Jg. 78. Nr. 33, S. 388–389 die Leser dazu auf, die Namen von jüdischen Heerespflichtigen, »die in irgendeiner Eigenschaft der Armee oder Marine angehören«, unter Angabe des genauen Dienstgrades an den Verband zu senden. Die Materialsammlung über die Kriegsleistungen diente dem Central Verein und Abwehrverein und neun zusätzlichen jüdischen Organisationen der gleichen Aufgabe »zur Widerlegung von [zu erwartenden] Vorwürfen wegen unschönen Verhaltens der Juden während der Kriegszeit«, da man »nach dem Kriege mit einem Wiederaufflammen der antisemitischen Bewegung« rechnete.
Die Arbeit kam nicht voran. Noch Anfang der 1920er Jahre versandte der Verband Fragebögen an die Rabbiner in den Gemeinden. Diese interne Zählung ist nicht zu verwechseln mit der 1916 von Erzberger und anderen Parlamentariern vorgeschlagenen Judenzählung.
Im Mai 1921 gaben Jacob Segall (wissenschaftlicher Leiter) und Heinrich Silbergleit (Vorsitzender) eine Statistik (Die deutschen Juden als Soldaten im Kriege 1914-1918 : Eine statistische Studie) heraus. Die bisher gezählten 84.352 jüdischen Kriegsteilnehmer machten geschätzt 17 % der jüdischen Bevölkerung aus.
1922 veröffentlichte Segall in Der Schild (1; Zeitschrift des Reichsbundes jüdischer Frontsoldaten) „Einiges über die Methoden der jüdischen Kriegsstatistik“. Die Gefallenen wurden im „Schild“ (1929) veröffentlicht.